# 圣尼古拉斯-德洛斯加尔萨
聖尼古拉斯市（西班牙語：San Nicolás de los Garza）是墨西哥东北部新萊昂州的城市。现在它既是蒙特雷大都市区的一部分，也自成一市。按照人口数排列，聖尼古拉斯市在新萊昂州居于蒙特雷市、瓜达卢配市之后排第三。
聖尼古拉斯市的特点是城市中心主要街道多居民的家居，而一些工厂则位于城市外围。
根据墨西哥全国发展指数显示，聖尼古拉斯市民是墨西哥全国最开朗，最快乐的。生活的标准也是最高的。

## 教育体系
新莱昂自治大学就设在本市内，它是一所公立大学，在全拉丁美洲享有很高的知名度。

## 姐妹城市
- 中華民國台北市
- 加拿大溫尼伯
- 美国登頓
- 美国塞金
- 美国密蘇里州堪薩斯城